# Дизайнер
Дизайнер е специалист, който се занимава с дизайн. Думата има различен смисъл в българския език, отколкото в английския.

## Дефиниция
На първия конгрес на ИКСИД (ICSID – International Council of Societies of Industrial Design), състоял се през септември 1959 година в Стокхолм е формулирана първата международно призната дефиниция за индустриалния дизайнер: „Индустриалният дизайнер е този който е квалифициран чрез обучение, техническа подготовка, опит и визуално чувство за определяне на материали, механизми, форми, цветове, покрития и декорации на обекти, които се произвеждат в количество чрез индустриален процес. Индустриалният дизайнер може да бъде, в определени случаи, ангажиран с всички или само с един аспект на индустриално произведения продукт.
Индустриалният дизайнер може също да бъде ангажиран с проблеми на опаковката, рекламата, експозицията и маркетинга, когато решението на такива проблеми изисква визуална преценка, като допълнение към техническите знания и опит.
Художникът на индустрии или продукти основаващи се на занаятите, където е нужен ръчен процес на производство, се смята че трябва да се назове индустриален дизайнер, когато творческият му продукт произведен въз основа на неговата рисунка или модел е за комерсиални ползи, или е произведен в количество и не е лично творчество на художник занаятчия.“

На VII конгрес на ИКСИД през септември 1969 г. се приема третото определение на дизайна предложена от Томас Малдонадо: „Дизайнът е такава творческа дейност, целта на която е формирането на хармонична предметна среда, най-цялостно удовлетворяваща материалните и духовни потребности на човека. Тази цел се постига чрез определянето на формалните качества на предметите, създавани в индустриалното производство. Към тези формални качества на предметите се отнасят не само свойствата на техния външен вид, но преди всичко структурните връзки, които придават на системата необходимото функционално и композиционно единство, което съществува за повишаване ефективността на производството.“ 

## Официални значения
Националната класификация на професиите и длъжностите в Република България Архив на оригинала от 2007-04-21 в Wayback Machine. определя следните разновидности дизайнери:
- Дизайнер[3] е една от длъжностите, включени в единичната група Декоратори и търговски дизайнери [4]. Според НКПД, в тази единична група са обхванати лицата, които прилагат художествените си способности в изработката на дизайн на продукти или декорират интериор.

- Дизайнер на автомобили[5] и Дизайнер на самолети[6] са длъжности, включени в единичната група Машинни инженери [7]. Според НКПД, в тази единична група са обхванати лица, които: провеждат изследвания; проектират и ръководят производството на машини, съоръжения и промишлени заводи, оборудване и системи; ръководят тяхното функциониране, поддръжка и ремонт; изследват и консултират технологичните аспекти на определени материали, продукти или процеси.

- Дизайнер, системи (без компютърни)[8] е една от длъжностите, включени в единичната група Други архитекти и инженери [9]. Според НКПД, в тази единична група са обхванати лица, които: не са посочени в единични групи 2141 – 2148 и са свързани с провеждането на проучвания, даването на консултации или разработването на процедури по отношение ефективността на производството и организацията на работа, както и тези, които извършват количествени проучвания и тези, които изследват и консултират по технологичните аспекти на определени материали, продукти и производствени процеси.

- Експерт, анализ и дизайн[10] и Специалист, анализ и дизайн[11] са длъжности, включени в единичната група Проектанти и анализатори на компютърни системи и мрежи [12]. Според НКПД, в тази единична група са обхванати лица, които: проектират, изследват, усъвършенстват или разработват концепции и оперативни методи за компютърни системи и мрежи; предоставят консултации за тях или участват в тяхното практическо прилагане.

## Неофициални значения
Масово в България е възприето значението на думата „дизайнер“ като творец – приложник, който оформя естетиката и/или ергономията на произведение на изкуството с функционална стойност, изработвайки дизайнерски проект. Този проект може да засяга или описва и конструктивни, технологични или други страни на изделието. Работата на дизайнера по определен проект започва с получаване на задание, което поставя определени параметри на проекта, продиктувани от технически, маркетингови или други сфери. Според специализацията си, дизайнерите се занимават с:
- Графичен дизайн е този, който борави със средствата на визуалната комуникация. Срещат се още понятия като Рекламен дизайн и Компютърен дизайн. Практикуването на Графичния дизайн е силно свързано с рисуване, а обучение в България се провежда в средни училища (предимно художествени гимназии) и във Висши учебни заведения. Графичните дизайнери имат реализация в областта на рекламата, полиграфията, типографията и др.

- 3D дизайн е близък по смисъл на Графичния дизайн, но касае създаването на изображения притежаващи три измерения. Пряко е свързан с компютърната графика и анимацията.

- Пространствен дизайн е този, който се отнася до оформлението на интериорни и екстериорни пространства, а практикуването на този вид дизайн е силно свързано с рисуване. Обучение в България се провежда в средни училища (предимно художествени гимназии) и във Висши учебни заведения. Към понятието могат да се причислят още специалностите Сценичен и екранен дизайн, Интериорен дизайн, Екстериорен дизайн, Дизайн на детската среда. Пространствените дизайнери имат реализация в областта на рекламата, панаирното и изложбеното дело, сценографията, производството на мебели и др.

- Моден дизайн – дизайнери на облекло, модисти, моделиери. Някои от тях се наричат просто дизайнери. Според официалните документи, тази професия или длъжност се нарича „Моделиер-конструктор, облекла“ код на длъжността: 7433 – 3003, Единична група 7433 – Шивачи /моделиери/ на мъжко и дамско облекло и шапкари[13]. Обучение по моден дизайн в България се извършва в средни училища (предимно с профил текстил и облекло), както и във Висши учебни заведения. Модните дизайнери имат реализация в областта модата и производството на облекла. Среща се и понятието Текстил дизайн, което би трябвало да свързано със създаването на десени за платове и текстилни изделия.

- Промишлен дизайн – среща се още като Индустриален, Продуктов или Инженерен дизайн. Свързан е с проектиране на продукти на промишленото производство – от самолети и автомобили до мебели и предмети на бита. Промишления дизайн се изучава в България като инженерна, но също и като художествена специалност в средни и Висши училища.

- Уеб дизайн – разработка и оформление на интернет страници. Специалността е тясно свързана с копютърното програмиране и графичния дизайн.

## Актуални проблеми
Какво ще стане с тези неофициални употреби не е ясно.
- От една страна, „Национална класификация на професиите и длъжностите в Република България“ е в сила от 1 януари 2006 г., а в шестмесечен срок организациите трябваше да се съобразят с изискванията на новата класификация и да направят необходимите промени в документацията си.[14]. Тази класификация осигурява съвместимост и единство с методологията и структурата на ISCO-88, тоест, работата е сериозна и самодейност едва ли ще има.
- От друга страна, актуализация на Националната класификация по принцип може да има. [15]

## Образование по дизайн в България

### Средно образование
- Национална гимназия по пластични изкуства и дизайн – Казанлък обучава в специалност Дизайн с профили Пространствен дизайн и Промишлен дизайн
- Национална професионална гимназия по полиграфия и фотография в София обучава в специалност Графичен дизайн
- СХУ за приложни изкуства – София обучава в специалност Дизайн с профили пространствен дизайн и детски играчки
- СХУ за приложни изкуства – Трявна обучава в специалност Дизайн с профил Интериорен дизайн
- Професионална гимназия по облекло – София обучава в специалност Моден дизайн
- Професионална гимназия по текстил и моден дизайн – Варна обучава в специалност Моден дизайн
- Професионална гимназия по моден дизайн – Велико Търново обучава в специалност Моден дизайн
- Професионална гимназия по текстил и дизайн – Враца обучава в специалност Моден дизайн
- Професионална гимназия по текстил и моден дизайн – Габрово обучава в специалност Моден дизайн
- Професионалната гимназия по дървообработване и строителство – Хасково обучава в специалност Технолог – дизайнер на вътрешен интериор
- Професионална гимназия по промишлени технологии – Русе обучава в специалност Дизайн с профил Промишлен дизайн
- Професионална гимназия по строителство, архитектура и геодезия „Пеньо Пенев“ – Русе обучава в специалност Дизайн с профил Интериорен дизайн
- Професионална техническа гимназия – Варна обучава в специалност Дизайн с профил Компютърна графика и Графичен дизайн
- Професионална гимназия по облекло „Ана Май“–Пловдив обучава в специалност Моден дизайн

### Висше образование
- Националната художествена академия в София обучава в следните специалности: Индустриален дизайн (преди: Промишлен дизайн) – образователно-квалификационни степен: бакалавър, магистър, доктор; Дизайн на детската среда – образователно-квалификационни степени: бакалавър, магистър, доктор;Рекламен дизайн (преди: Художествено пространствено оформление – образователно-квалификационни степени: бакалавър, магистър, доктор; Порцелан и стъкло – образователно-квалификационни степени: бакалавър, магистър, доктор; Мода – образователно-квалификационни степени: бакалавър, магистър, доктор
- Технически университет - София – обучава в специалност Инженерен дизайн – образователно-квалификационна степен: инженер-бакалавър, магистър и научна степендоктор[16]
- Русенски университет обучава в следните специалност Инженерен дизайн – образователно-квалификационна степен: инженер-магистър
- Лесотехнически университет - София обучава в специалност Инженерен дизайн – образователно-квалификационна степен: инженер-бакалавър, магистър идоктор
- Технически университет - Варна обучава в следните специалност Инженерен дизайн – образователно-квалификационна степен: инженер-магистър
- Университет по архитектура, строителство и геодезия обучава в специалност Архитектура профилирано обучение в IX и X семестри с профил Интериор и дизайн в архитектурата – образователно-квалификационна степен: магистър архитект[17]
- Националната академия за театрално и филмово изкуство в София обучава в специалност Сценичен и екранен дизайн – образователно-квалификационна степен: магистър
- Нов български университет в София обучава в следните специалности: Моден дизайн – образователно-квалификационна степен: магистър, Пространствен дизайн – образователно-квалификационна степен: магистър, Графичен дизайн – образователно-квалификационна степен: доктор
- Варненския свободен университет подготвя следните специалисти: Текстил и текстил дизайн – образователно-квалификационна степен: бакалавър, Моден дизайн – образователно-квалификационна степен: бакалавър, Пространствен дизайн – образователно-квалификационна степен: магистър